# Забелинская, Ольга Сергеевна
О́льга Серге́евна Забели́нская (узб. Olga Sergeyevna Zabelinskaya; род. 10 мая 1980, Ленинград) — российская и узбекистанская шоссейная и трековая велогонщица. Обладательница двух бронзовых медалей Олимпийских игр 2012 в Лондоне, серебряный призёр Олимпийских игр 2016 года в Рио-де-Жанейро. Чемпионка Азии и России. Бронзовый призёр чемпионатов Европы. Чемпионка юниорских чемпионатов мира. Победительница и призёрка ряда континентальных и международных турниров. Одна из самых именитых велогонщиц в истории современной России. С августа 2018 года выступает за Узбекистан.

## Биография

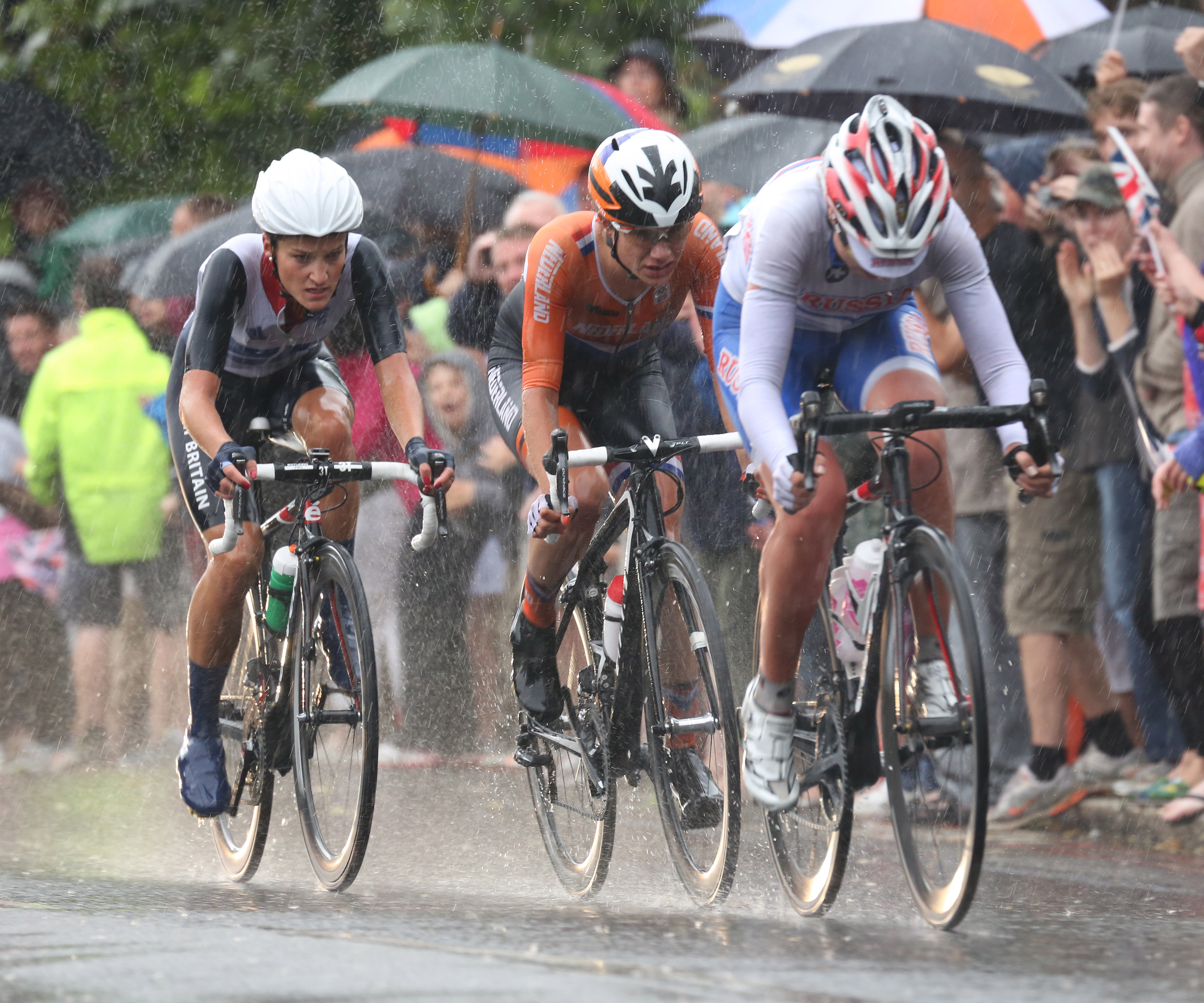
Ольга Забелинская (справа), Лиззи Армистед и Марианне Вос на Олимпийских играх 2012

Родилась 10 мая 1980 года в Ленинграде; внебрачная дочь Сергея Сухорученкова, который через несколько месяцев после рождения дочери стал олимпийским чемпионом в велоспорте на московской Олимпиаде 1980 года. Росла без отца и познакомилась с ним только в 16 лет.
В раннем детстве занималась горными лыжами, в 10 лет ушла в велоспорт. Поскольку ещё в роддоме будущей спортсменке был поставлен диагноз «неоперабельный порок сердца», Ольге приходилось преодолевать сопротивление врачей, чтобы продолжать тренировки.
Окончила факультет физической культуры РГПУ имени А. И. Герцена. В 1997 году выиграла на чемпионате мира в Сан-Себастьяне индивидуальную гонку на шоссе среди юниоров. В том же году стала чемпионкой мира среди юниоров и на треке.
В 1998 году также среди юниоров стала второй в индивидуальной и групповой гонках на шоссе и групповой гонке на треке. В 2001 году взяла «бронзу» в индивидуальной гонке на чемпионате Европы (U23), а в 2002 году стала чемпионкой континента (U23) в данной дисциплине.
В 2006 году ушла из велоспорта, но через три года вернулась. В течение перерыва рассматривала возможность профессионально заниматься мотокроссом.
В 2012 году выиграла чемпионат России и отобралась на свою первую Олимпиаду. На Олимпийских играх 2012 в Лондоне, в групповой гонке, которая прошла при сильном дожде, Ольга сумела к концу уйти в отрыв вместе с двумя спортсменками, которые были значительно моложе её. Хотя она не смогла составить им конкуренцию на финише, но завоевала бронзовую медаль. На той Олимпиаде завоевала ещё одну бронзовую медаль — в индивидуальной гонке.
В июле 2014 года стало известно, что в допинг-пробе, взятой у Ольги Забелинской в мае того же года в Колумбии, был обнаружен запрещенный препарат — октопамин. Спортсменка отрицала обвинения в приёме допинга. По итогам расследования антидопинговая комиссия Федерации велосипедного спорта России признала Забелинскую невиновной в употреблении запрещенных веществ. В свою очередь, UCI подал протест на решение ФВСР, что грозило разбирательством в Спортивном арбитражном суде (CAS).
Ради продолжения спортивной карьеры в феврале 2016 года Забелинская согласилась на досудебное урегулирование спора. По условиям мирового соглашения, предложенного UCI, спортсменка признает факт нахождения в её организме запрещенного вещества и принимает санкции UCI, в соответствии с которыми она не выступала на соревнованиях на протяжении 18 месяцев. В свою очередь, UCI снял с Забелинской все обвинения и финансовые претензии, обязуясь больше не возвращаться к ним, и допустил спортсменку до участия в гонках.
Участие спортсменки в Олимпийских играх в Рио-де-Жанейро было под вопросом из-за решения МОК не допускать к участию в Играх российских спортсменов, имевших когда-либо допинговую историю. Только после того, как CAS отменил его, Забелинская получила шанс выступить на соревнованиях. В итоге она завоевала серебряную медаль в индивидуальной гонке с раздельным стартом, преодолев дистанцию в 29,7 км за 44 минуты 31,97 секунды. Спортсменка отстала от чемпионки — Кристин Армстронг — на 5,55 секунд.
В июле 2018 года Ольга Забелинская получила узбекистанское гражданство, а также право выступать за Узбекистан. Как следствие, она потеряла возможность участвовать в чемпионатах мира 2018 и 2019 годов.
Спортсменка объяснила свой переход желанием выступить на Олимпийских играх в Токио. Забелинская считает, что её участие под российским флагом может оказаться невозможным из-за последствий допинговых скандалов.
Уже в августе 2018 года Ольга Забелинская была заявлена для участия в составе сборной Узбекистана на Азиатских играх 2018 в Индонезии. Однако Олимпийский совет Азии не допустил её к участию в соревнованиях. По правилам организации, спортсмен не может выступать на Азиатских играх в течение трёх лет после смены спортивного гражданства. Не согласившись с решением, Забелинская подала иск в Спортивный арбитражный суд, но он был отклонен.
14 сентября 2018 года включена в состав российской команды Cogeas-Mettler для участия в командной гонке с раздельным стартом на чемпионате мира в австрийском Инсбруке.
На Олимпийских играх 2024 года в Париже 44-летняя Забелинская заняла 23-е место в гонке с раздельным стартом.
Владеет несколькими европейскими языками.

## Личная жизнь
Мать — Людмила Анатольевна Забелинская. Отец — Сергей Сухорученков.
Супруг — Юрий Аношин.
Дети:
- Старший сын — Богдан (2004 года рождения[4]).
- Младший сын — Виталий (2008[4]).
- Дочь — Эвелина (2013[6])[22].

С 2011 года Ольга Забелинская с семьей живёт на Кипре.

## Достижения

### Шоссе
1997
1-я  Чемпионат мира — индивидуальная гонка, юниоры (девушки)
1998
2-я Чемпионат мира — групповая гонка, юниоры (девушки)
2-я Чемпионат мира — индивидуальная гонка, юниоры (девушки)
2001
3-я  Чемпионат Европы — индивидуальная гонка, U-23
2002
1-я  Чемпионат Европы — индивидуальная гонка, U-23
2006
1-я Tour de l'Aude Cycliste Féminin — этап 7b
2010
1-я  в общем зачёте International Thüringen Rundfahrt der Frauen
3-я Chrono Champenois - Trophée Européen
3-я в общем зачёте Рут де Франс феминин
4-я Мемориал Давиде Фарделли
9-я в общем зачёте Giro d'Italia Femminile
9-я GP de Plouay
10-я Trofeo Alfredo Binda
2011
3-я Хроно Наций
4-я Chrono Champenois - Trophée Européen
5-я Мемориал Давиде Фарделли
6-я Опен Воргорда TTT
8-я Трофео Коста Этруска I
9-я в общем зачёте Energiewacht Tour
9-я в общем зачёте Iurreta-Emakumeen Bira
2012
1-я  Чемпионат России — индивидуальная гонка
2-я общем зачёте Giro del Trentino Alto Adige – Südtirol 
2-я Селтик Хроно
3-я  Олимпийские игры — групповая гонка
3-я  Олимпийские игры — индивидуальная гонка
3-я Chrono Champenois - Trophée Européen
5-я Чемпионат мира — командная гонка
8-я Чемпионат России — групповая гонка
9-я в общем зачёте Тур Фри-Стейта
2016
2-я  Олимпийские игры — индивидуальная гонка
3-я  Чемпионат Европы — индивидуальная гонка
2017
3-я  Чемпионат Европы — групповая гонка
4-я Хроно Наций
2018
1-я Хроно Наций
2019
1-я  Чемпионат Азии — групповая гонка
1-я  Чемпионат Азии — индивидуальная гонка с раздельным стартом

### Статистика выступления наГранд-турах
| Гонка / Год          | 2001           | 2002           | 2003           | 2004           | 2005           | 2006           | 2007           | 2008           | 2009           | 2010           | 2011           | 2012           | 2013           | 2014           | 2015           | 2016           | 2017           | 2018           | 2019           | 2020           | 2021           | 2022           |
| -------------------- | -------------- | -------------- | -------------- | -------------- | -------------- | -------------- | -------------- | -------------- | -------------- | -------------- | -------------- | -------------- | -------------- | -------------- | -------------- | -------------- | -------------- | -------------- | -------------- | -------------- | -------------- | -------------- |
| Гранд Букль феминин  | DNF            | —              | 6              | —              | —              | —              | —              | —              | —              | не проводилась | не проводилась | не проводилась | не проводилась | не проводилась | не проводилась | не проводилась | не проводилась | не проводилась | не проводилась | не проводилась | не проводилась | не проводилась |
| Рут де Франс феминин | не проводилась | не проводилась | не проводилась | не проводилась | не проводилась | —              | —              | —              | —              | 3              | —              | —              | —              | —              | —              | —              | не проводилась | не проводилась | не проводилась | не проводилась | не проводилась | не проводилась |
| Тур де л'Од феминин  | 7              | DNF            | —              | —              | —              | DNF            | —              | —              | —              | —              | не проводилась | не проводилась | не проводилась | не проводилась | не проводилась | не проводилась | не проводилась | не проводилась | не проводилась | не проводилась | не проводилась | не проводилась |
| Джиро д’Италия Донне | 10             | —              | —              | —              | —              | —              | —              | —              | —              | 9              | 14             | DNF            | —              | —              | —              | —              | 44             | —              | —              | DNF            | —              | DNF            |
| Тур де Франс Фамм    | не проводилась | не проводилась | не проводилась | не проводилась | не проводилась | не проводилась | не проводилась | не проводилась | не проводилась | не проводилась | не проводилась | не проводилась | не проводилась | не проводилась | не проводилась | не проводилась | не проводилась | не проводилась | не проводилась | не проводилась | не проводилась | 97             |

### Трек
1997
1-я  Чемпионат мира среди юниоров — гонка по очкам
1998
2-я  Чемпионат мира среди юниоров — гонка по очкам
2017
1-я  Чемпионат России на треке — гонка по очкам
2018
3-я  Кубок Мира по трековому велоспорту - гонка Мэдисон
2018
1-я  Чемпионат Азии- групповая гонка по очкам
2019
1-я «International Belgian Track Meeting» — групповая гонка по очкам
1-я  Чемпионат Азии — гонка по очкам
2-я  Чемпионат Азии — индивидуальная гонка преследования
3-я  Чемпионат Азии — мэдисон
3-я  Чемпионат Азии — омниум
3-я  Кубок Мира -омниум
3-я  Кубок Мира - скрэтч

## Рейтинги
| Год                 | 2010 | 2011 | 2012 | 2013 | 2014 | 2015 | 2016 | 2017 | 2018 | 2019  | 2020 | 2021  | 2022   | 2023  | 2024  |
| ------------------- | ---- | ---- | ---- | ---- | ---- | ---- | ---- | ---- | ---- | ----- | ---- | ----- | ------ | ----- | ----- |
| Мировой рейтинг UCI | 11-й | 44-й | 17-й | 72-й | 16-й | -    | 27-й | 59-й | 27-й | 28-й  | -    | 85-й  | 1050-й | 54-й  | 396-й |
| Мировой тур UCI     |      |      |      |      |      |      | 66-й | 61-й | 67-й | 100-й | -    | 128-й | -      | 116-й | 356-й |
|                     |      |      |      |      |      |      |      |      |      |       |      |       |        |       |       |
| Источник: UCI       |      |      |      |      |      |      |      |      |      |       |      |       |        |       |       |

## Награды
- Медаль ордена «За заслуги перед Отечеством» I степени (25 августа 2016 года) — за высокие спортивные достижения на Играх XXXI Олимпиады 2016 года в городе Рио-де-Жанейро (Бразилия), проявленные волю к победе и целеутремленность[27].
- Медаль ордена «За заслуги перед Отечеством» II степени (13 августа 2012 года) — за большой вклад в развитие физической культуры и спорта, высокие спортивные достижения на Играх XXX Олимпиады 2012 года в городе Лондоне (Великобритания)[28].
- Заслуженный мастер спорта России (20 августа 2012 года)[29].